# Étienne Carjat

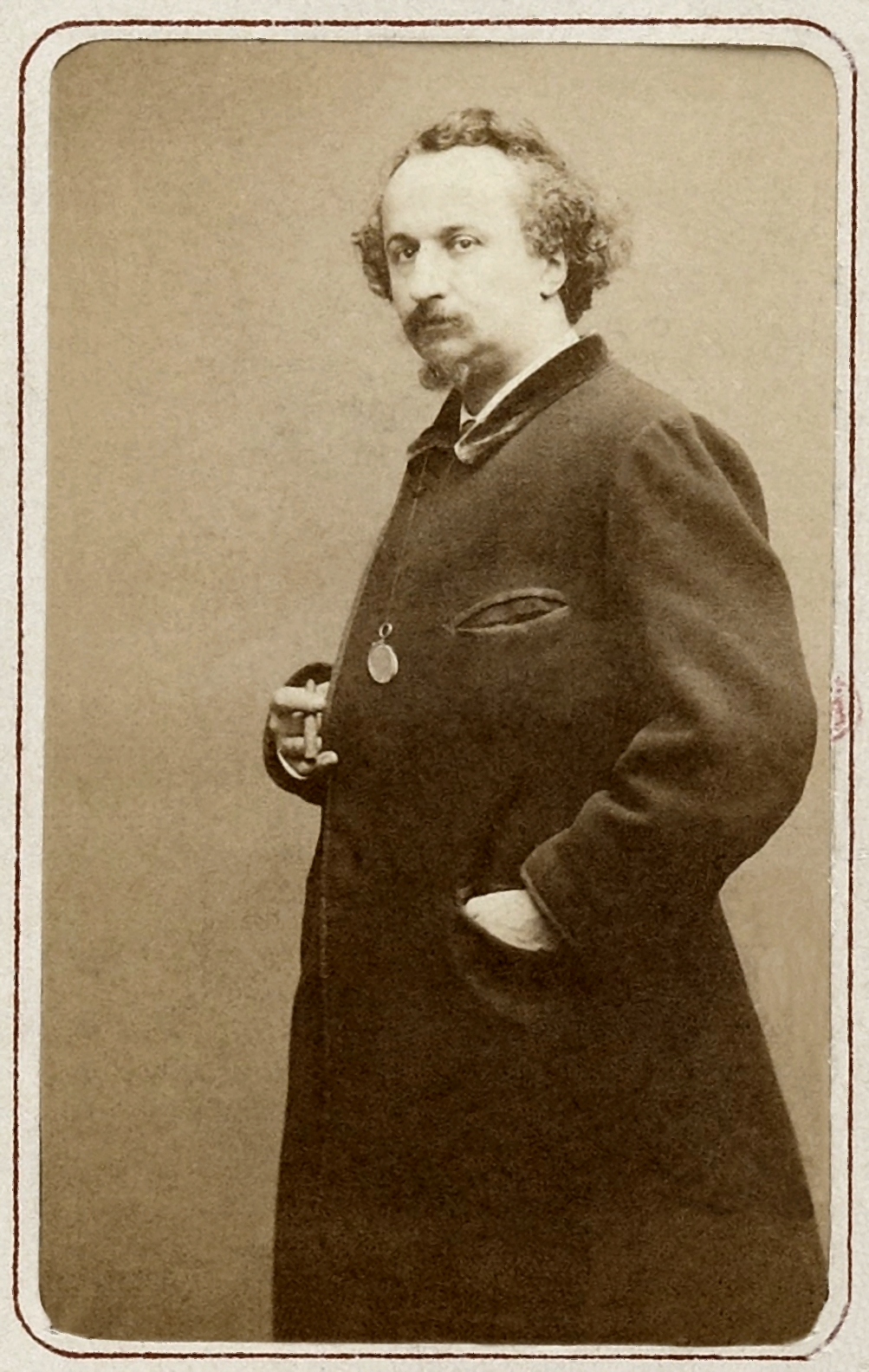
Étienne Carjat, Selbstporträt, Gallica

Étienne Carjat (* 28. März 1828 in Fareins im Département Ain; † 19. März 1906 in Paris) war ein französischer Karikaturist, Autor und Fotograf, der für seine Porträts von Berühmtheiten bekannt wurde.

## Leben und Werk
Étienne Carjat war anfangs Produktdesigner und ihn verband mit seinem Zeitgenossen Nadar eine leidenschaftliche Passion für das Theater. Er veröffentlichte 1854 eine Serie Lithografien mit dem Titel Le Théâtre à la ville.
1858 bildete der Fotograf Pierre Petit ihn in der Porträtfotografie aus und Étienne Carjat eröffnete 1861 ein Fotostudio in der Rue Laffitte in Paris.
Carjat porträtierte – ohne jegliche, zu der Zeit übliche, dekorative Elemente im Hintergrund – eine Anzahl berühmter Persönlichkeiten seines Umfeldes, der französischen Bohème. Dazu gehörten die Schriftsteller Alexandre Dumas der Ältere, Alexandre Dumas der Jüngere, Victor Hugo, Charles Baudelaire, Arthur Rimbaud, Émile Zola, die Komponisten Georges Bizet, Giuseppe Verdi, Hector Berlioz, Rossini und die Maler Pierre Puvis de Chavannes, William Wyld, Gustave Courbet, Ingres, Honoré Daumier und Eugène Delacroix. Außerdem fotografierte Carjat die Schauspielerin Sarah Bernhardt, den Pantomimen Charles Deburau, den Staatsmann Léon Gambetta und den Historiker Jules Michelet.
Anfangs nutzte er als fotografische Technik den Albumin-Silberdruck, der von der Woodburytypie abgelöst wurde, die eine Massenproduktion möglich machte, was z. B. für den Buchdruck benötigt wurde.
Er gehörte zu den Herausgebern der Zeitschriften Le Diogène und Le Boulevard, publizierte politische Gedichte in der Zeitschrift La Commune und unterstützte die Pariser Kommune.
1937 wurden fotografische Werke von Étienne Carjat im Museum of Modern Art in New York City ausgestellt und im Jahr 1977 wurden seine Fotoarbeiten auf der documenta 6 in Kassel in der Abteilung 150 Jahre Fotografie gezeigt.
Fotografien von ihm werden unter anderem bei Christie’s und Sotheby’s gehandelt.

Porträtfotografien von berühmten Personen
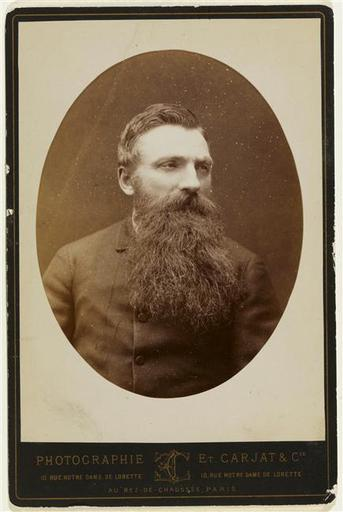
Auguste Rodin, 1879
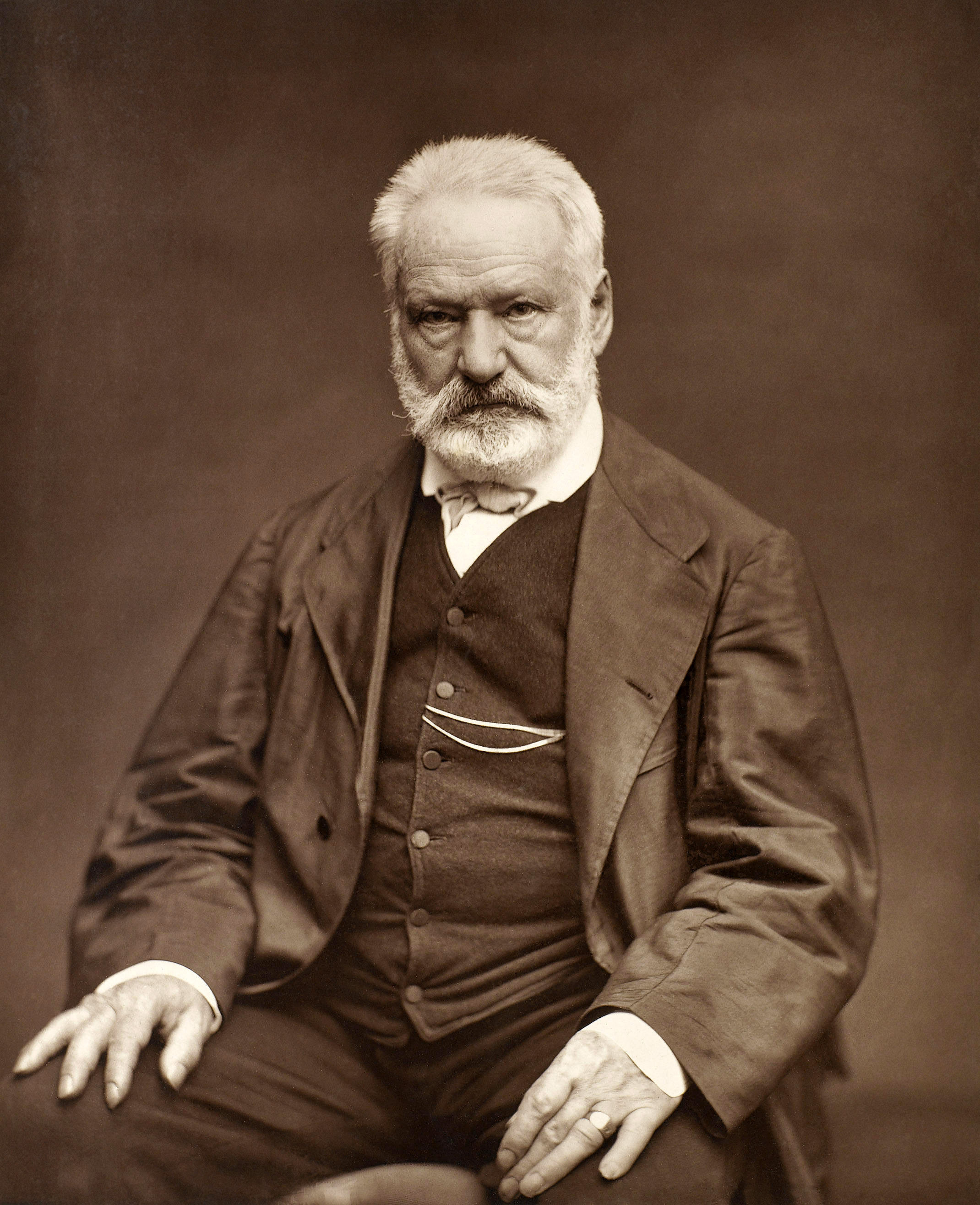
Victor Hugo, 1876
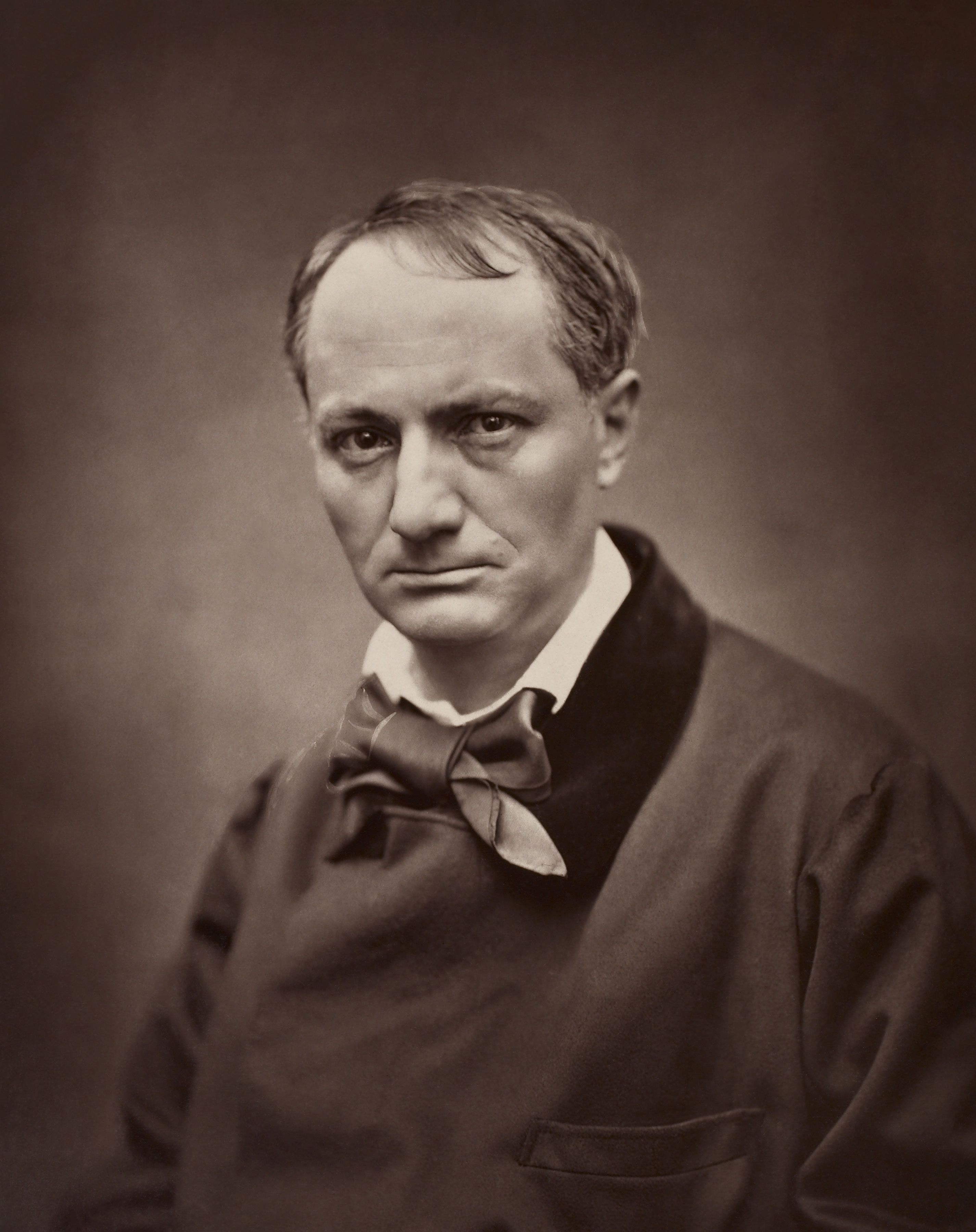
Charles Baudelaire, 1862
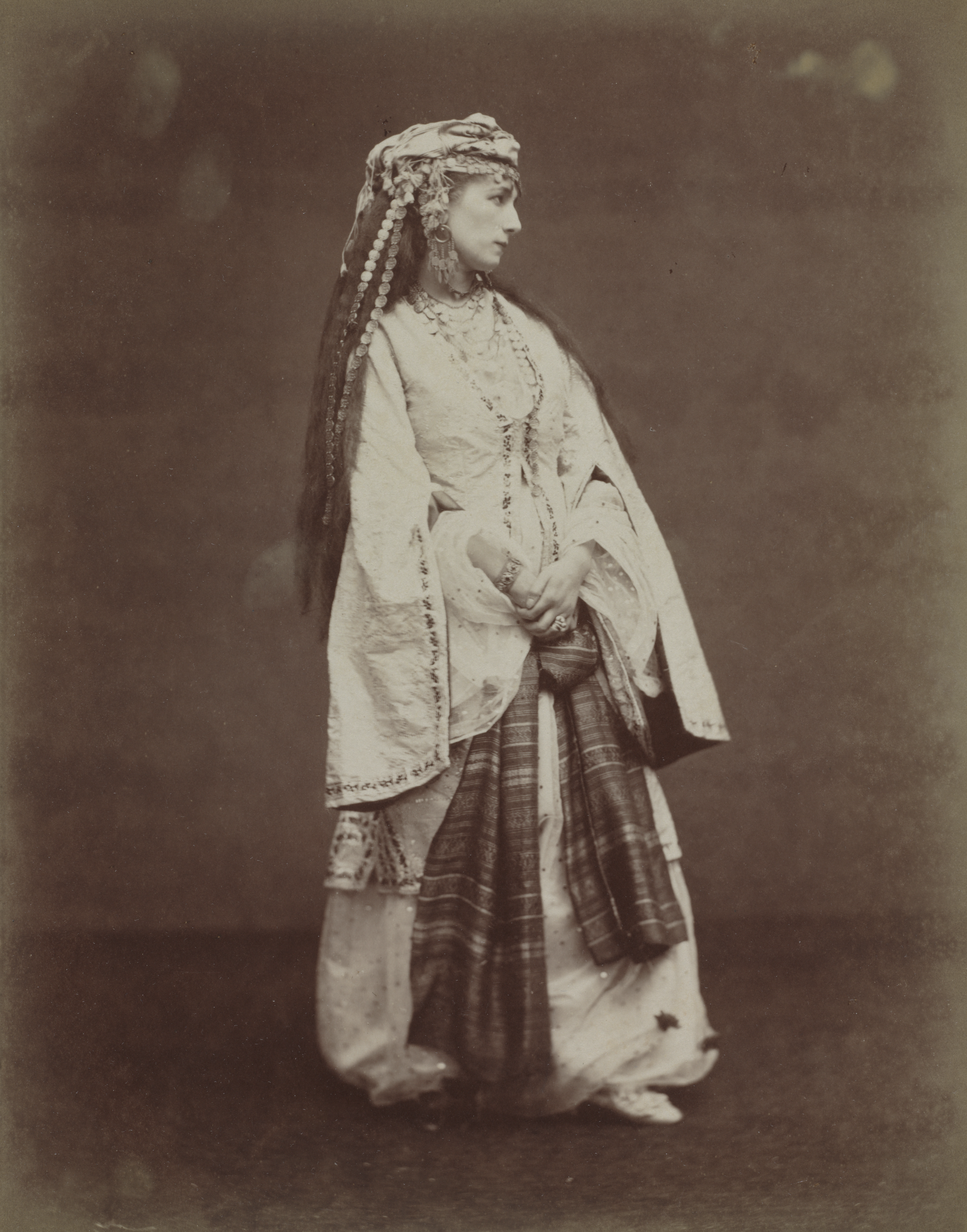
Sarah Bernhardt, 1874
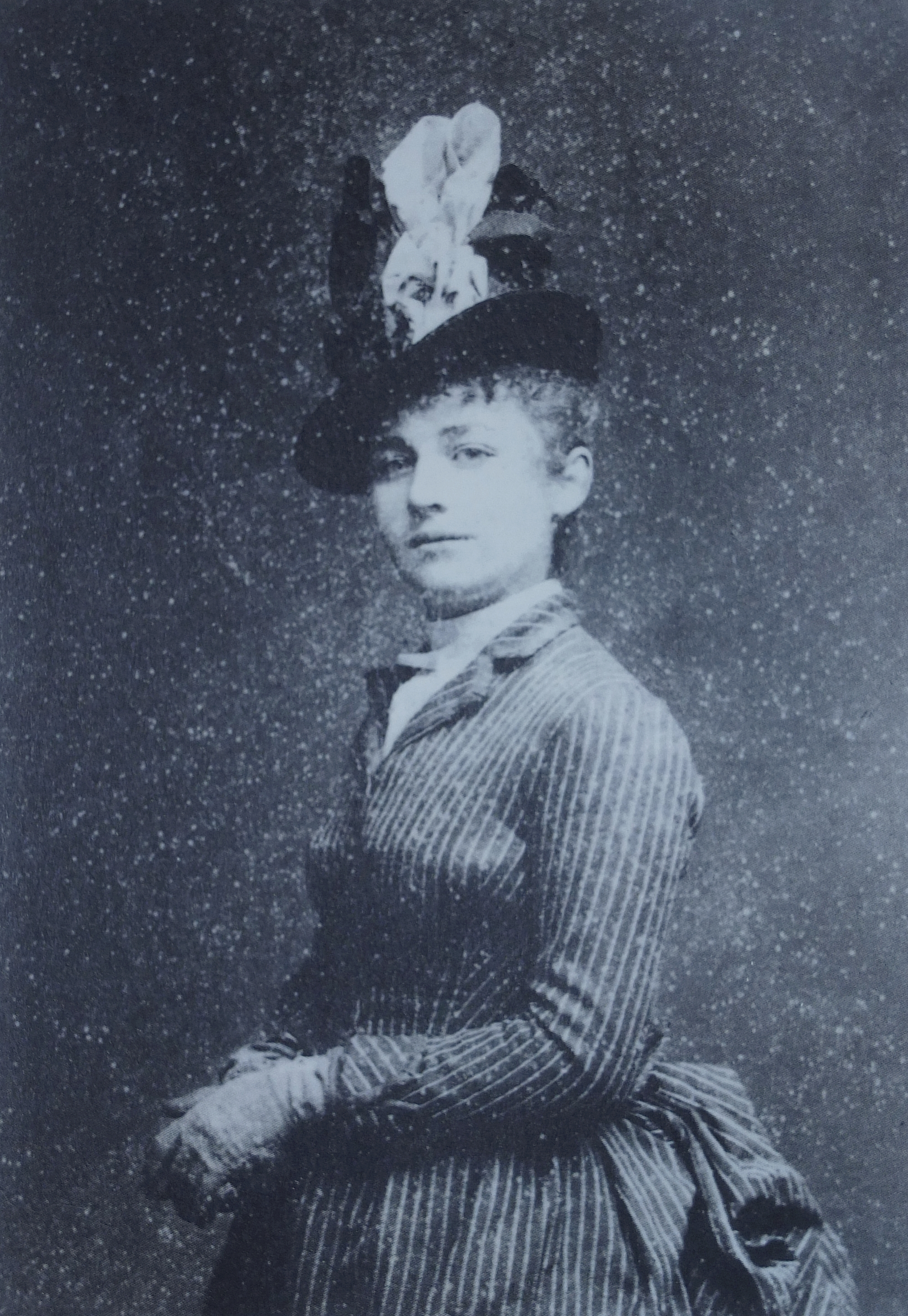
Camille Claudel, 1886

## Literatur

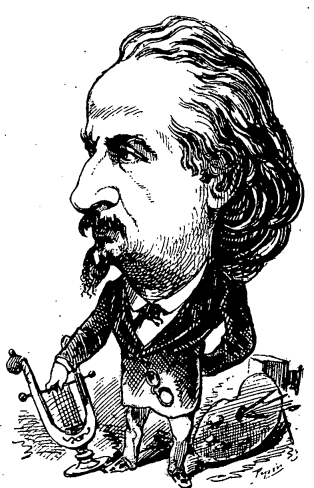
Étienne Carjat, Karikatur von Georges Lafosse

## Ausstellungskataloge
- Étienne Carjat. Ausstellungskatalog, 1980, Chalon-sur-Saône, Musée Nicéphore-Niépce.
- Étienne Carjat caricature les Stéphanois du Second Empire. Ausstellungskatalog, 2010, Saint-Étienne, Musée du vieux Saint-Étienne